# Русская линия
«Русская линия» — российское информационное агентство православно-националистической направленности. Начало работу 9 мая 1998 года.
В 2010 году «Русская линия» разделилась на более умеренную собственно «Русскую линию» в главе с Сергеем Григорьевым, которая пошла на сближение с патриархией и заняла основной домен сайта rusk.ru; и «Русскую народную линию» во главе с Анатолием Степановым, которая перешла на новый домен ruskline.ru. Редакции обоих сайтов расположены в Санкт-Петербурге.

## История
Инициаторами создания «Русской линии» были публицисты Константин Душенов, Сергей Григорьев и Анатолий Степанов. 21 марта 1998 года был зарегистрирован сайт rusk.ru; 9 мая сайт начал работу. Главным редактором стал Сергей Григорьев.
Изначально «Русская линия» замышлялась как интернет-версия издаваемой Душеновым газеты «Русь Православная». Однако из-за обострения разногласий с радикально-националистической редакционной политикой Константина Душенова в 2000 году Сергей Григорьев и Анатолий Степанов вышли из состава редколлегии «Руси Православной» и началась их совместная работа в «Русской линии».
В 2004 году главным редактором агентства стал Анатолий Степанов.
В 2005 году агентство инициировало создание постоянно действующего круглого стола учёных, писателей и общественные деятелей северной столицы «Санкт-Петербургский патриотический форум», гостями которого были многие известные русские политики. С 2009 года круглые столы Форума переросли в цикл научно-практических конференций, которые РНЛ организовало совместно с историческим факультетом Санкт-Петербургского государственного университета и которые посвящены важнейшим проблемам современной жизни русского народа и русско-славянской цивилизации.
20 марта 2009 года состоялась конференция на тему «Русский народ, русский мир и русская цивилизация: история и современность», организаторами которой выступили исторический факультет СПбГУ, информационное агентство «Русская линия» и Международный исторический журнал «Русин» (Кишинёв). В конференции приняли участие ученые, писатели, священнослужители из Санкт-Петербурга, Москвы, Украины и Молдавии.
27 марта 2009 года «во исполнение воли приснопоминаемого Святейшего Патриарха Алексия II» главный редактор «Русской линии» Анатолий Степанов и технический директор агентства Сергей Григорьев удостоены орденов преподобного Серафима Саровского III степени
18 июня 2009 года прошла международная научно-практическая конференция «Прикарпатская Русь и Русская цивилизация». Состав участников расширился: на конференции выступили историки, политологи и священнослужители из Санкт-Петербурга, Москвы, Киева, Кишинева, Белграда, Симферополя, Ужгорода и др. городов.
В ноябре 2009 года совместно с петербургским издательством «Русский Остров» по благословению архиепископа Владивостокского и Приморского Вениамина вышла в свет книга «Правда о генерале Власове», которая явилась ответом на книгу протоиерея Георгия Митрофанова «Трагедия России. „Запретные“ темы истории XX века», в которой была предпринята попытка «реабилитировать в общественном сознании генерала-предателя А. А. Власова».
4 февраля 2010 года была организована международная научно-практическая конференция «Русская цивилизация и Ватикан: неизбежен ли конфликт?», в которой приняли участие учёные из Санкт-Петербурга, Москвы, Белграда, Минска, Алма-Аты, Харькова и др. городов. В работе конференции принимал участие и официальный представитель Отдела внешних церковных связей Московского Патриархата.

### Разделение

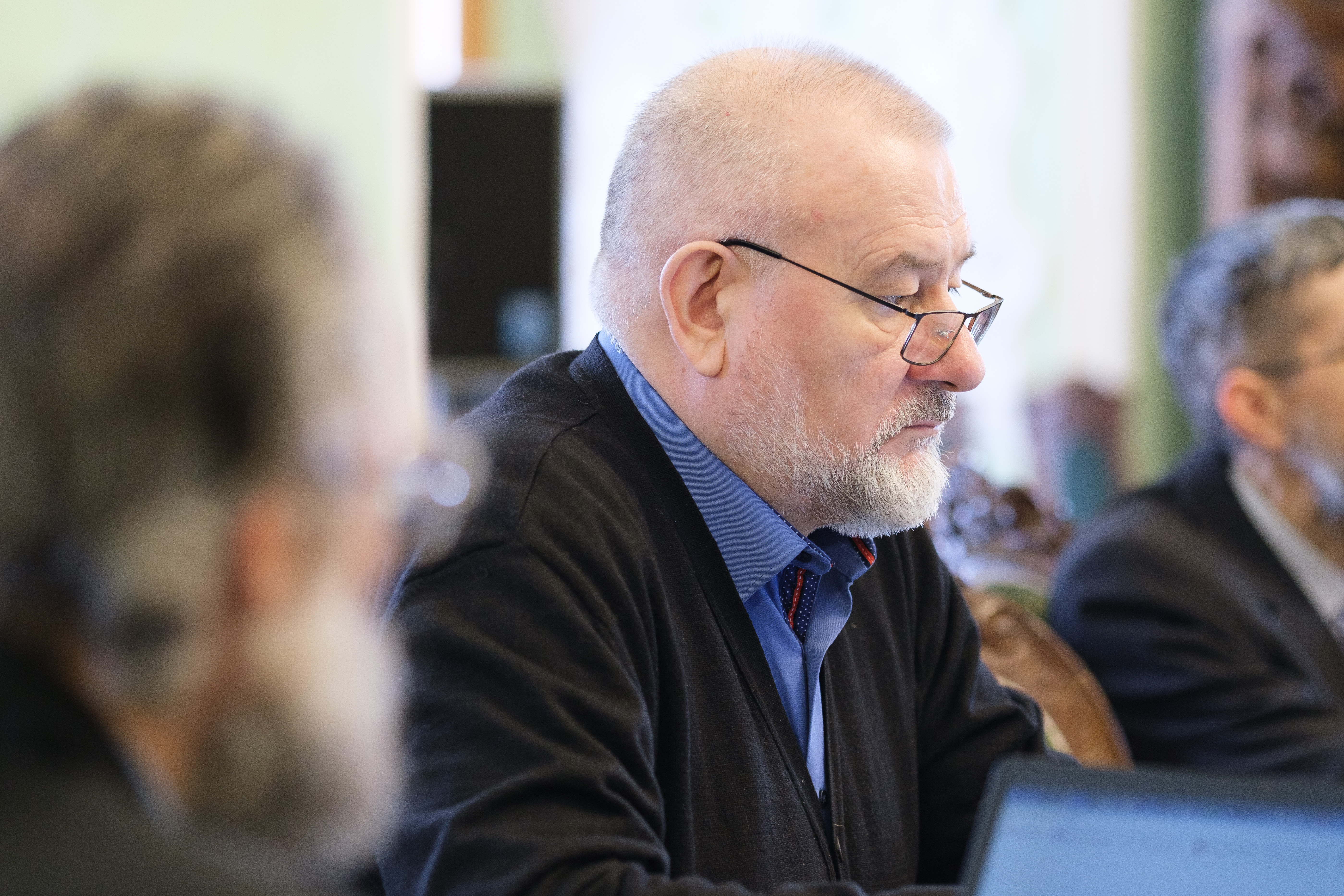
Анатолий Степанов в 2020 году

6 апреля 2010 года из-за разногласий в редакционной политике агентства «Русская линия» приостановило работу.
Часть сотрудников во главе с Сергеем Григорьевым пошли на сближение с патриархией в лице Синфо. Ими был занят основной домен сайта rusk.ru. Бо́льшая часть сотрудников «Русской линии» во главе с главным редактором Анатолием Степановым покинули её и 9 апреля запустили сайт «Русская народная линия» ruskline.ru — «негосударственное российское православное информационно-аналитическое интернет-агентство, занимающееся освещением жизни церковного православного русского народа» с офисом в Санкт-Петербурге (РНЛ также позаимствовала последнее оформление «Русской линии», в то время как РЛ вернулась к предыдущей версии дизайна). С Сергеем Григорьевым остался только один сотрудник — Александр Колышкин. После разделения «Русская линия» стала по большей части информационным ресурсом, а публицистика переместилась на новый сайт. Посещаемость у более радикальной «Народной линии» превосходит сравнительно умеренную «Русскую линию».
В июне 2010 года идея объединения с «Русской линией» не получила одобрения со стороны «Русской народной линии».

## Направленность
До 2010 года это была редакция сайта, проводила, по мнению Ксении Лученко, ультрафундаменталистскую линию и находилась в сильной оппозиции в отношении значительной части епископата Русской православной церкви. В результате разделения часть сотрудников во главе с Сергеем Григорьевым пошли на сближение с патриархией в лице Синфо. Они занимают лояльную, хотя и крайне правую позицию. Другая часть во главе с Анатолием Степановым создала новый сайт «Русская народная линия» и продолжает играть роль независимой оппозиции с набором соответствующих идеологем. Эти сайты используют в церковной среде для внутренних конфликтов с «модернистами» и «либералами». Сайт «Русская народная линия» в своей шапке использует лозунги «Православие. Самодержавие. Народность» и «Не в силе Бог, а в правде».
В публикациях «Русской линии» находят отражение идеи отрицателей Холокоста. Сотрудники веб-сайта «Русская линия» высоко оценили Международную конференцию по глобальным проблемам всемирной истории, прошедшую в Москве в конце января 2002 года, рассматриваемую ими как вклад в «разоблачение исторических мифов», в первую очередь, «мифа о Холокосте». Они солидаризировались с ревизионистами, заявлявшими, что профессиональные историки намеренно искажают факты и связаны с неонацистами. Они указывали на «религиозный аспект еврейской проблемы». Сергей Григорьев, являвшийся в то время главным редактором «Русской линии» заявил, что, поскольку после разрушения Иерусалимского храма евреи потеряли возможность приносить жертвы, ими была утрачена настоящая религия. Он назвал иудеев «лицемерами» и пришёл к выводу, что все евреи жаждут восстановление Храма с целью избавиться от «религиозной неполноценности». По его мнению, это и лежит в основе конфликтов на Ближнем Востоке. Григорьев утверждал, что восстановление Храма кардинально поменяет соотношение сил в мире. По его словам, евреи уже обладают огромной властью в мире, но она многократно возрастёт, и Израиль станет сверхдержавой, если евреям удастся вернуть себе религию. Григорьев опирался на пророчества и напоминал, что «человек погибели выйдет из среды еврейского народа». Собеседники связали с этим неизбежное, по их мнению, в будущем столкновение Израиля и православной России. По их мнению, лишь русский народ способен противостоять царству антихриста.
Константин Душенов, монархист, позиционировавшийся как идеолог «русского национально-освободительного движения» имперской и православной направленности, публиковал на портале «Русской народной линии» статьи на тему современной политики, где связывал «русофобию и христоненавистничество» с либералами и демократами. Последних он считал злейшими врагами русского народа и призвал к борьбе за переход государственной власти в «русские руки». Он применял выражения «жидовствующая либеральная сволочь», «жидовствующие интеллигенты», «постылое вражье иго», «христопродавцы». Современный период истории, с его точки зрения, является подготовительным для перехода к «православной монархии», но перед введением этой монархии он предрекал Третью мировую войну, которая приведёт к восстановлению Российской империи и присоединению Константинополя. Врагами Душенов называл «международных банкиров и иудейских ростовщиков». Он советовал опираться на радикальную молодёжь и отказаться от толерантности, фактически призывая «убивать своих врагов». На судебном заседании Душенов заявлял о своих антисемитских настроениях и черносотенных взглядах. Свои взгляды автор обосновывал ссылками на «Протоколы сионских мудрецов». Идеология Душенова включает все основные термины и понятия православного эсхатологического мифа: «Нам нужна Священная Империя во главе с Помазанником Божиим, готовая осознанно исполнять свою промыслительную миссию Третьего Рима — драгоценного ковчега „последних времён“, самоотверженного хранителя спасительных истин Христовой веры пред лицом сатанинской апостасии, глобальных военно-политических катастроф и грядущего антихриста». Душенов предостерегал против «еврейской революции». Он упоминал также «хазарское иго». Если учитель Душенова митрополит Иоанн (Снычёв) говорил о «покаянии и смирении», то Душенов апеллировал к «геополитике апокалипсиса» и считал, «взлёт русской славы и мощи» невозможен без военных баталий, включающих войну против евреев, по его словам, захвативших власть над миром. Стремясь к соединению геополитики и апокалиптики, он заявлял о «столкновении цивилизаций» и рассматривал Россию как «сердце мира». «Удерживающий» изображался геополитическим «сердцем мира», «Хартлендом», которому предстояла схватка с США.
«Руская народная линия» вызвала некоторый резонанс, опубликовав колонку священника московского храма Николы в Хамовниках Александра Шумского, согласно которому землетрясение в Японии было Божией карой за отношение японцев к России и сожжение российского флага.
Сайты находятся в той же нише, что и московская газета «Русский вестник».

## Оценки
Юрий Перфильев в 2001 году отнёс «Русскую линию» к «крупным информационным православным серверам», которые аккумулируют основную долю всей православной аудитории Рунета.
Либеральный публицист Александр Верховский даёт такую оценку «Русской линии» на начало 2000-х годов:

«Русская линия» — самый организованный и оперативный сайт в православно-националистическом сегменте интернета. <…> До выявления непримиримых разногласий по вопросу отношения к Путину здесь размещалась и интернет-версия «Руси Православной». Главный редактор «Русской линии» Сергей Григорьев и его заместитель Анатолий Степанов, ведающий политическим разделом (одно время раздел был основой для газеты «Русский православный патриот»), наряду с К. Душеновым и лидером Чёрной сотни А. Штильмарком — идеологически наиболее внятные представители радикального крыла православных националистов.

Доктор биологических наук, профессор Андрей Иванов в журнале «Альфа и Омега» в 2003 году (№ 2) дал такую характеристику «Русской линии»:

Хорошую динамику развития показывает и православное информационное агентство «Русская линия», созданное в Интернете уже довольно давно. Последние полгода сайт ежедневно публикует две подборки новостей: о политической и о религиозной жизни. Конечно, это информация подготовлена на основе сообщений других сайтов и включает в себя далеко не весь спектр происходящих событий, однако она позволяет увидеть относительно полную картину происходящего в церковно-общественной сфере. Кроме того, заслуживают внимания комментарии создателей сайта, Сергея Григорьева и Анатолия Степанова, к наиболее важным из этих событий. В рейтинге Рамблера «Русская линия» занимает 15-17 место.
27 января 2005 года в рамках официальной программы XIII Международных Рождественских образовательных чтений Клуба православных журналистов главный редактор «Русской линии» Анатолий Степанов удостоен звания «Лучший аналитик года». Через год премию в той же номинации получил постоянный автор «Русской линии» Андрей Рогозянский.
Сергей Чапнин в 2007 году отнёс агентство «Русская линия» к «жёлтой» прессе среди православных СМИ, пояснив «нередко они выступают инициаторами информационных войн, „поливают грязью“ неугодных им священников, мирян и даже епископов» и выразил надежду, что «деятельность подобных изданий станет предметом серьёзного внимания церковного суда».
Протоиерей Алексий Уминский в 2011 году сказал о ресурсе так:

Я могу читать статьи на, скажем, «Русской линии», они мне не близки, но я читаю с интересом: это тоже позиция, позиция людей, которые пишут убеждённо и, я уверен, с любовью к Церкви. Я вижу, что голоса у всех разные.
И. В. Симонов (2017) возражает против причисления священников, принимающих участие в интернет-проекте «Русская народная линия» к православным фундаменталистам и относит их к числу ортодоксов или радикальных консерваторов.